# Copa Uncaf 1993
La segunda edición de la Copa Centroamericana de fútbol tuvo como sede la ciudad de Tegucigalpa, en Honduras, del 5 al 9 de marzo de 1993. Previamente, Costa Rica había superado fácilmente a Nicaragua en una ronda eliminatoria clasificando al torneo. Honduras, bajo la dirección técnica del uruguayo Estanislao Malinowski, se consagró campeón por primera vez de la Copa UNCAF, ganando sus tres partidos y sin recibir un solo gol en contra. El hondureño Nicolás Suazo se convirtió en el máximo goleador del torneo con 5 tantos. Honduras clasificó junto a Costa Rica (subcampeón) y Panamá (tercero) a la Copa de Oro de la CONCACAF 1993 llevada a cabo en julio del mismo año.

## Ronda preliminar
| 16 de febrero de 1993 | Costa Rica                                                   | 6:0 (3:0) | Nicaragua | Estadio Nacional de Costa Rica, San José |  |
|                       | Astúa 13' 42' · Rodríguez 37' · Arguedes 60' · Gómez 61' 78' |           |           |                                          |  |

| 19 de febrero de 1993 | Nicaragua | 0:2 (0:2) | Costa Rica                   | Estadio Cacique Diriangén, Managua |  |
|                       |           |           | Rodríguez 27' · Paniagua 40' |                                    |  |

| 17 de febrero de 1993 | Panamá | w/o | Guatemala | Estadio Revolución, Ciudad de Panamá |  |
| |        |     |           | Árbitro(s): William Matus            |  |
| Guatemala abandonó el torneo por la inesperada renuncia del entonces entrenador Miguel Ángel Brindisi y por la poca cooperación de los equipos con facilitar a los jugadores para la serie. |        |     |           |                                      |  |

## Organización

### Sede
| Tegucigalpa                     |
| ------------------------------- |
| Estadio Nacional de Tegucigalpa |
| Capacidad: 35 000 espectadores  |
|                                 |

### Equipos participantes
| Equipos participantes | Equipos participantes | Equipos participantes | Equipos participantes |
| --------------------- | --------------------- | --------------------- | --------------------- |
| Costa Rica            | Honduras              | Panamá                | El Salvador           |

### Clasificación
| Equipo      | Pts. | PJ | PG | PE | PP | GF | GC | Dif |
| ----------- | ---- | -- | -- | -- | -- | -- | -- | --- |
| Honduras    | 6    | 3  | 3  | 0  | 0  | 7  | 0  | 7   |
| Costa Rica  | 4    | 3  | 2  | 0  | 1  | 3  | 2  | 1   |
| Panamá      | 1    | 3  | 0  | 1  | 2  | 1  | 5  | -4  |
| El Salvador | 1    | 3  | 0  | 1  | 2  | 1  | 5  | -4  |

| 5 de marzo de 1993 | Costa Rica | 1:0 (0:0) | El Salvador | Estadio Nacional de Tegucigalpa, Tegucigalpa |  |
|                    | Gómez 67'  |           |             |                                              |  |

| 5 de marzo de 1993 | Honduras               | 2:0 (1:0) | Panamá | Estadio Nacional de Tegucigalpa, Tegucigalpa |  |
|                    | Castro 11' · Suazo 82' |           |        |                                              |  |

| 7 de marzo de 1993 | El Salvador   | 1:1 (0:0) | Panamá     | Estadio Nacional de Tegucigalpa, Tegucigalpa |  |
|                    | Díaz Arce 48' |           | Ortega 83' |                                              |  |

| 7 de marzo de 1993 | Honduras              | 2:0 (0:0) | Costa Rica | Estadio Nacional de Tegucigalpa, Tegucigalpa |  |
|                    | Suazo 53' · Calix 56' |           |            |                                              |  |

| 9 de marzo de 1993 | Costa Rica               | 2:0 (2:0) | Panamá | Estadio Nacional de Tegucigalpa, Tegucigalpa |  |
|                    | Guthrie 6' · Fonseca 21' |           |        |                                              |  |

| 9 de marzo de 1993 | Honduras          | 3:0 (2:0) | El Salvador | Estadio Nacional de Tegucigalpa, Tegucigalpa |  |
|                    | Suazo 35' 43' 79' |           |             |                                              |  |

## Clasificados
| Bandera de Honduras | Bandera de Costa Rica | Bandera de Panamá |
| Honduras            | Costa Rica            | Panamá            |
| Campeón 1° Título   | Subcampeón            | Tercer puesto     |